# منطقه غربی (غنا)
استان غربی (به لاتین: Western Region) یک استان در غنا است که در جنوبغربی این کشور واقع شده‌است.

## خصوصیات
منطقه غربی ۲۳٬۹۲۱ کیلومترمربع مساحت و ۲٬۳۷۶٬۰۲۱ نفر جمعیت دارد.